# Lindon Victor
Lindon Victor (født 1993) er en grenadisk atlet, der konkurrerer i all-around.
Han repræsenterede Grenada ved sommer-OL 2016 i Rio de Janeiro, hvor han blev nummer 16 i tikamp. Han tog bronze i tikamp ved verdensmesterskaberne i atletik i 2023 i Budapest.